# تاپافایپون کاشیری
تاپافایپون کاشیری (تایلندی: ฐาปไพพรรณ ไชยศรี؛ زادهٔ ۲۹ نوامبر ۱۹۸۹) بازیکن والیبال اهل تایلند است.